# Bottentjärnen (Stöde socken, Medelpad)
Bottentjärnen är en sjö i Sundsvalls kommun i Medelpad och ingår i Ljungans huvudavrinningsområde.